# Agustí Esclasans i Folch
Agustí Esclasans i Folch (Barcelona, 1895 - Barcelona, 3 de desembre de 1967) fou un escriptor i poeta català.
Molt influenciat per Eugeni d'Ors i Josep Maria López-Picó, s'integrà al corrent noucentista. Propugnà, tanmateix, una poesia basada fonamentalment en el ritme. Escriví un gran nombre d'obres poètiques. Va participar en els Jocs Florals de Barcelona. També escriví teatre i assaig i conreà profusament el periodisme i la crítica. Col·laborà especialment a La Revista i Mirador.

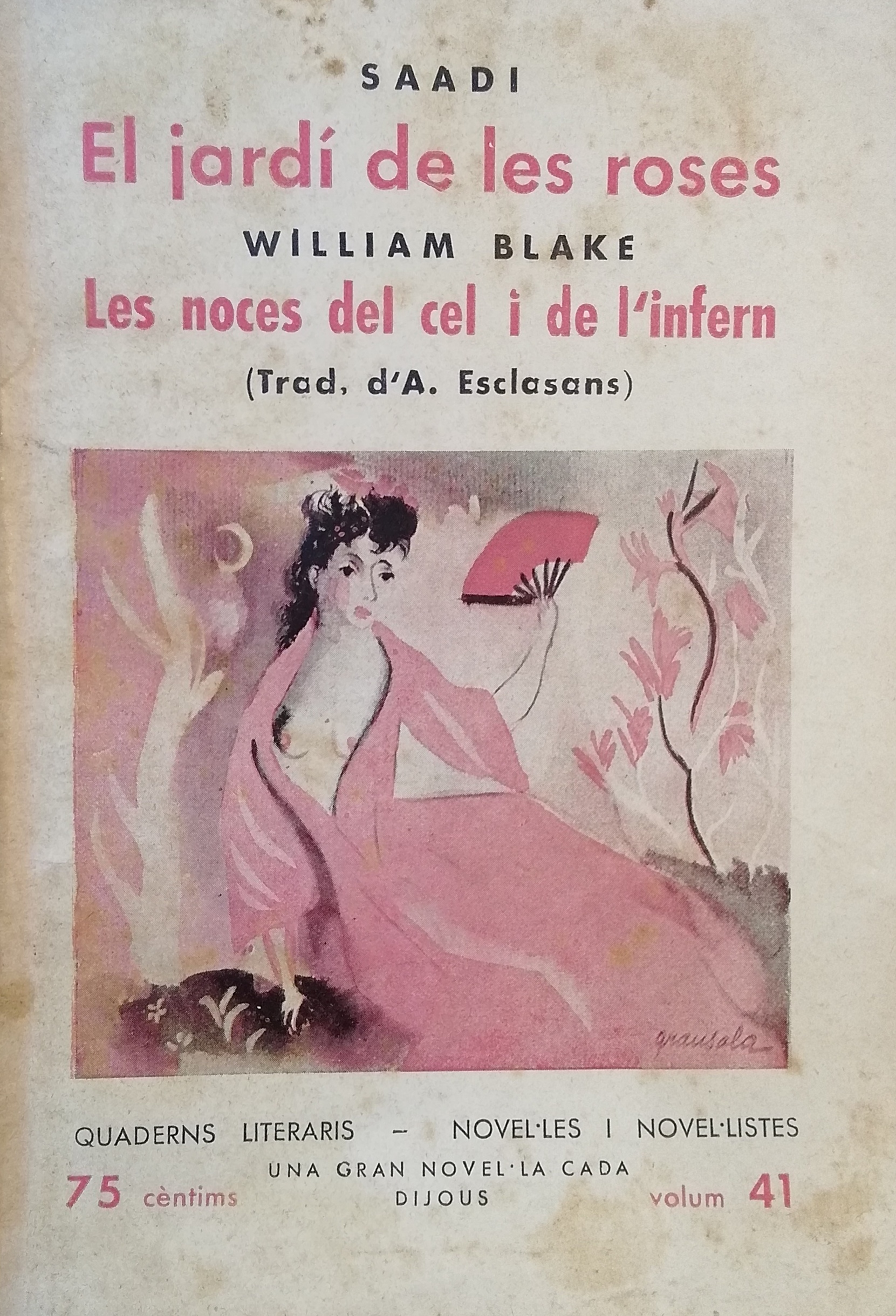
Dues de les varies traduccions d'Agustí Esclasans, en aquest cas: El jardí de les roses del poeta persa Saadi, i Les noces del cel i de l'infern de William Blake. Publicades l'any 1935

Durant la República va treballar per a l'Ajuntament de Barcelona. Va rebre el premi Maragall per la publicació de la seva obra La ciutat de Barcelona en l'obra de Jacint Verdaguer i va tenir una forta disputa amb la Colla de Sabadell (influent dins la Institució de les Lletres Catalanes) per editar-lo sense cura. A causa de la Guerra Civil Espanyola entre 1939 i 1941 estigué empresonat. Durant la postguerra hagué d'acceptar tota mena d'encàrrecs d'editorials, entre elles traduccions al castellà. És enterrat al Cementiri de Montjuïc (Barcelona).

## Obres

### Articles
- Catalunya vertebrada. Almanac de l'Esquella de la Torratxa, 1932

### Poesia
- Primer llibre de ritmes (1931).
- 50 sonets espirituals (1938).
- Poema de Catalunya en quinze volums, escrits entre 1950 i 1957.

Poemes presentat als Jocs Florals de Barcelona
- Ritmes (1928) (premi extraordinari dels Mantenidors)

### Prosa
- Articles inèdits, (1925).
- Històries de la carn i de la sang, (1928). (2020, segona edició)
- Víctor o La rosa dels vents, (1931). (1977, segona edició)
- El muchacho sin miedo, (1941).
- Todo es nuevo bajo el sol (novela), (1945).
- Historias de la carne y de la sangre, (1946).
- Urània o la música de les esferes (Novel·la de la vida barcelonina), (1946).
- Presència de Blanca (Novel·la de la vida barcelonina), (1947).
- Antologia de contes (1925-1960), (1960).

### Teatre
- Capitel·lo. Tragèdia en tres actes i en vers, (1934).

### Assaig
- La ciutat de Barcelona en l'obra de Jacint Verdaguer, 1937
- La meva vida, memòries, (primer volum, 1952; segon, 1957).

### Traduccions al català
- La pau de casa. Balzac, Honoré de. (Costums parisenques del Primer Imperi). Barcelona, 1924.
- Els bastidors de l'ànima, d'Evreinov, el 1931.
- Els poemes d'Edgar A. Poe. Barcino, 1934.
- Sant Agustí de Giovanni Papini. (1936).
- Oreig. d'Edgar A. Poe. Volum 8. Lírics anglesos. Edicions de La Rosa dels Vents. Barcelona, 1938.
- El darrer dia del condemnat de Victor Hugo.

### Traduccions al castellà
- Werther de Goethe, 1941.
- Defensa de la poesía de Shelley, 1942.
- Domingo d'Eugène Fromentin, 1942.
- Pequeños poemas en prosa de Charles Baudelaire, 1942.
- Cicerón y su drama político de Maffio Maffii (1942).
- El profesor de Charlotte Brontë, 1943
- El extraño caso del Dr. Jekyll y Mr. Hyde d'Stevenson, 1943.
- Aurelia, Silvia, Emilia de Nerval, 1943.
- Atala de Chateaubriand, 1944.
- La leyenda de Don Juan de Merimée, 1944.
- Himnos triunfales de Píndar, 1946.
- Mi corazón al desnudo de Baudelaire, 1947.